# Dekanat Myszyniec
Dekanat Myszyniec – jeden z 24 dekanatów w rzymskokatolickiej diecezji łomżyńskiej.

## Parafie
W skład dekanatu wchodzi siedem parafii:
- parafia Niepokalanego Poczęcia Najświętszej Maryi Panny w Czarni k. Myszyńca
- parafia św. Józefa Oblubieńca w Dąbrowach
- parafia Matki Bożej Królowej Korony Polskiej w Krysiakach
- parafia Matki Bożej Różańcowej w Kuziach
- parafia Chrystusa Króla Wszechświata w Łysych
- parafia Trójcy Przenajświętszej w Myszyńcu
- parafia św. Stanisława Kostki w Zalasiu.

## Sąsiednie dekanaty
Chorzele, Kadzidło, Kolno, Łomża – św. Brunona, Pisz (diec. ełcka), Rozogi (archidiec. warmińska)